# Diksmuide
Diksmuide (in fiammingo Diksmude, in francese Dixmude) è un comune belga di 16 542 abitanti, situato nella provincia fiamminga delle Fiandre Occidentali.